# فوکی یامادا
فوکی یامادا (ژاپنی: 山田 楓喜؛ زادهٔ ۱۰ ژوئیهٔ ۲۰۰۱) یک بازیکن فوتبال اهل ژاپن است.
از باشگاه‌هایی که در آن بازی کرده‌است می‌توان به باشگاه فوتبال کیوتو سانگا اشاره کرد.